# オックスフォード連続殺人
『オックスフォード連続殺人』（オックスフォードれんぞくさつじん、原題：The Oxford Murders）は、2008年制作のスペイン・イギリス・フランスのサスペンス映画。
アルゼンチンの作家・数学者のギジェルモ・マルティネス原作の同名小説の映画化。事件の謎解きに難解な数学的・論理学的要素が盛り込まれている。日本では劇場未公開。

## あらすじ
オックスフォード大学の教授で世界的数学者のアーサー・セルダムと、彼に憧れて留学してきたアメリカ人青年マーティンが、数学的なメッセージと共に起きる連続殺人事件の謎に挑む。

## キャスト
※括弧内は日本語吹替。
- マーティン：イライジャ・ウッド（小倉直寛）
- アーサー・セルダム教授：ジョン・ハート（柴田秀勝）
- ローナ：レオノール・ワトリング
- ピーターセン警部：ジム・カーター
- ベス：ジュリー・コックス（志摩淳）
- カルマン：アレックス・コックス
- ユーリ・ポドロフ：バーン・ゴーマン（安芸此葉）
- フランク：ドミニク・ピノン（合田慎二郎）
- イーグルトン夫人：アンナ・マッセイ
- スコット：ダニー・サパーニ
- ヒギンズ：アラン・デヴィッド
- ウィトゲンシュタイン：トム・フレデリック